# 愛知県道475号北新川停車場線
愛知県道475号北新川停車場線（あいちけんどう475ごう きたしんかわていしゃじょうせん）は、愛知県碧南市内を通る一般県道である。

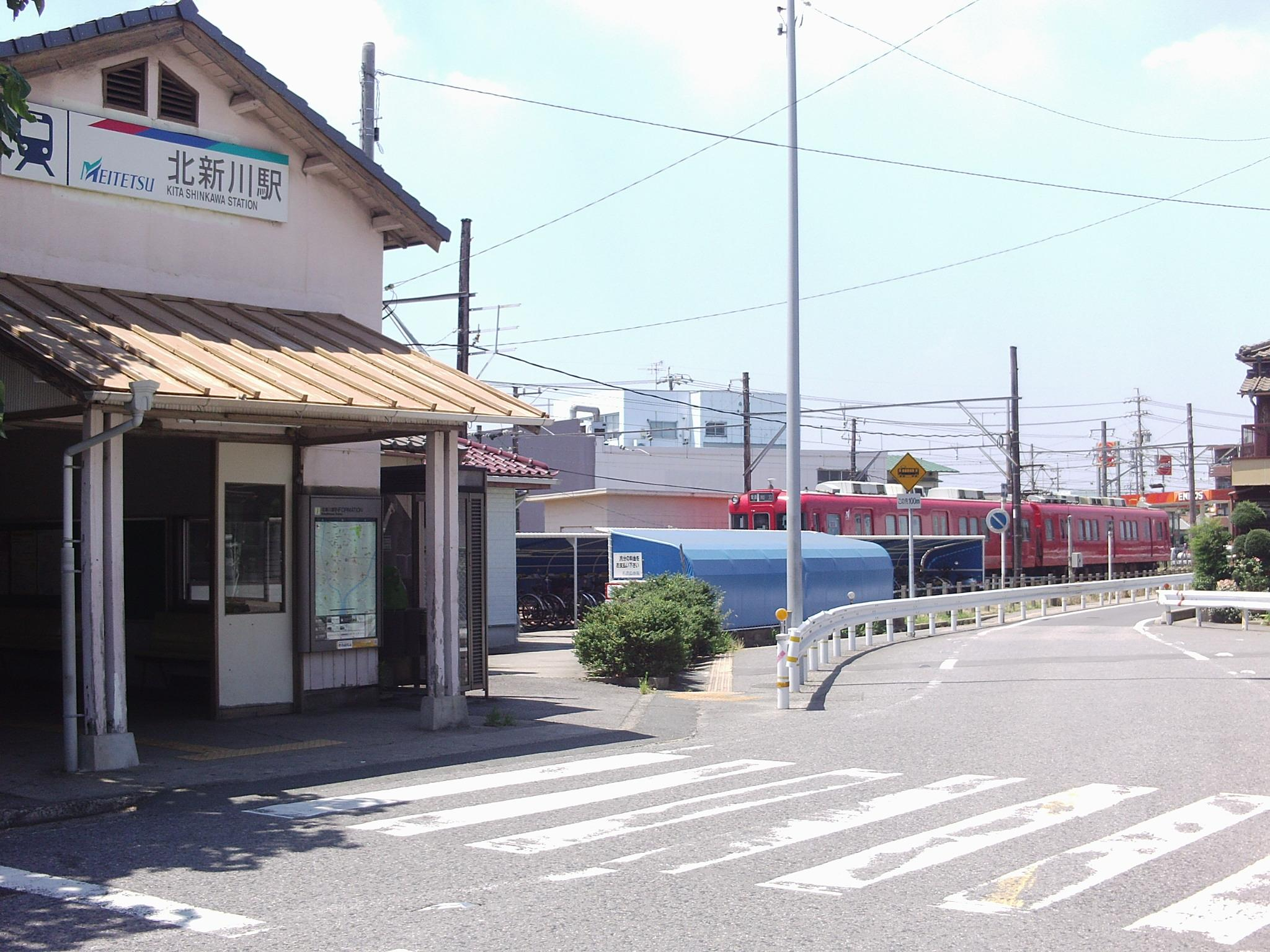
起点である北新川停車場（名鉄三河線の海線）。起点から踏切道と交叉する手前までは一方通行規制あり。

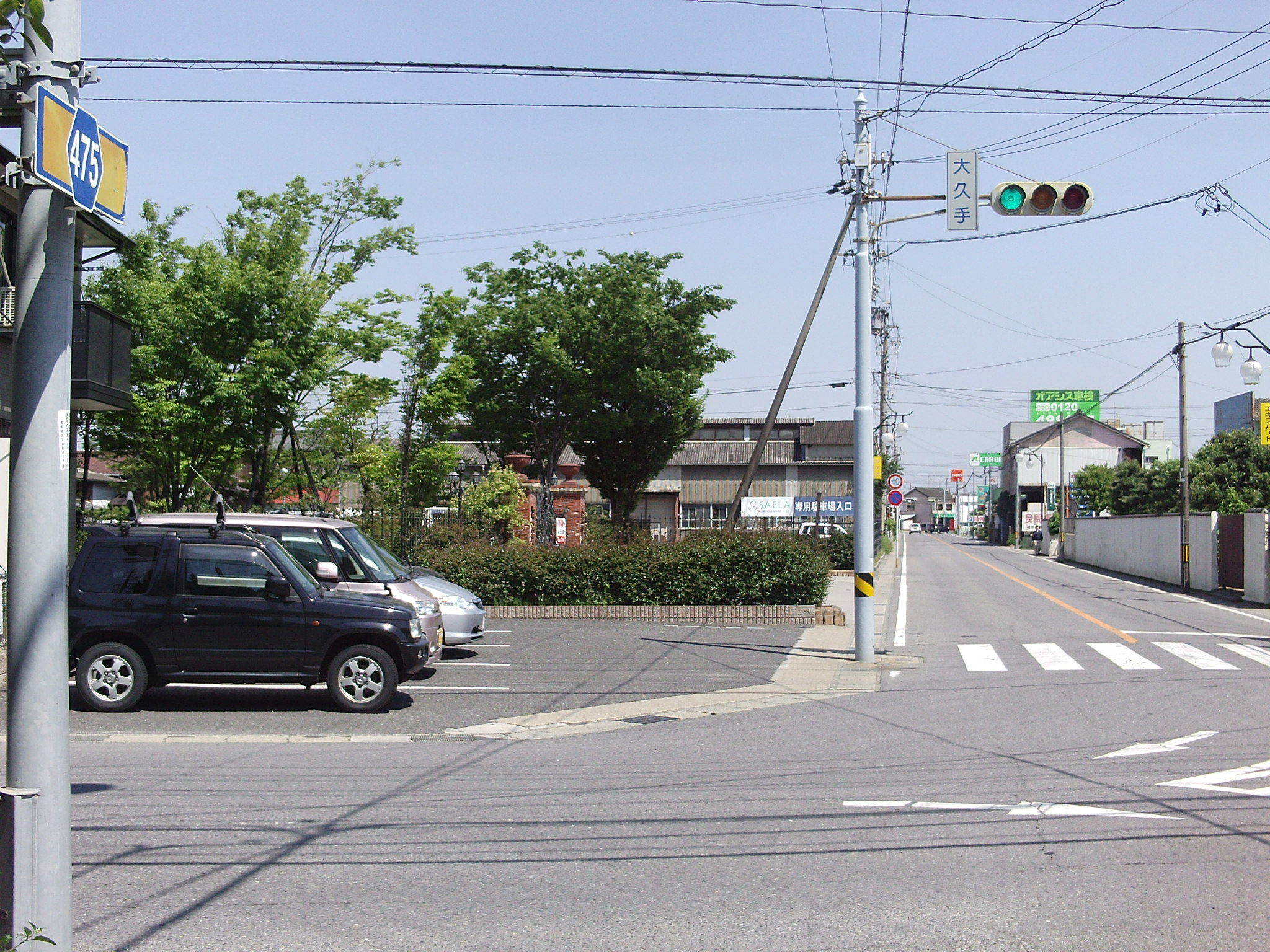
終点、大久手交差点。

## 概要

### 路線データ
- 起点：北新川停車場
- 終点：愛知県碧南市六軒町
- 全長：約0.6km

## 沿革
- 1962年4月1日 認定

## 接続する道路
- 愛知県道295号道場山安城線（北新川駅北交差点）
- 愛知県道50号名古屋碧南線（大久手交差点）

## 周辺
- 名鉄三河線 北新川駅